# Simulium lamachi
Simulium lamachi är en tvåvingeart som beskrevs av Doby och David 1960. Simulium lamachi ingår i släktet Simulium och familjen knott. Inga underarter finns listade i Catalogue of Life.